# Marie Panthès

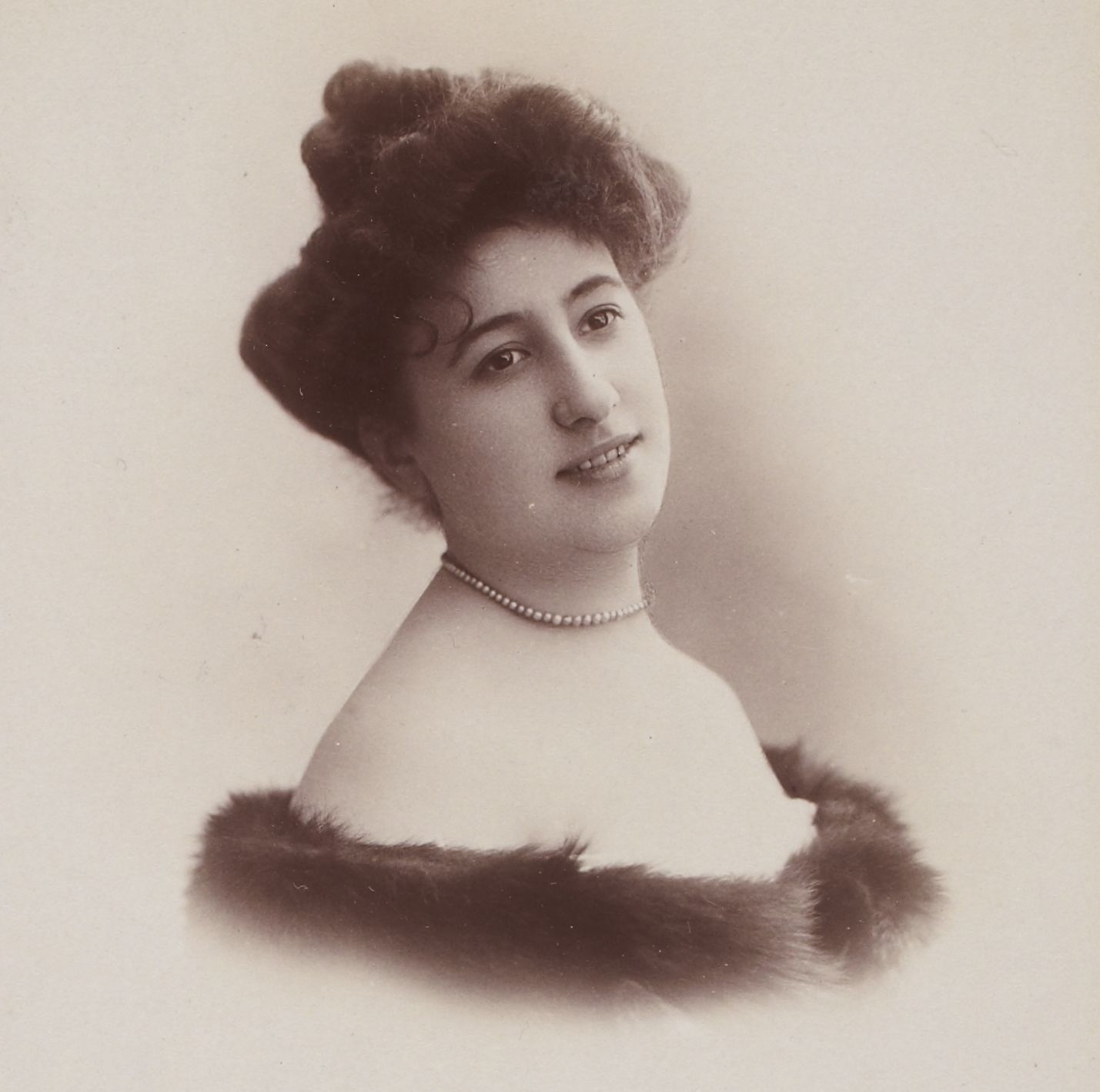
Marie Panthès

Marie Panthès (* 3. November 1871 in Odessa; † 11. März 1955 in New York) war eine russische Pianistin.
Sie wurde in Odessa von französischen Eltern geboren. Sie studierte am Pariser Konservatorium bei Henry Fissot und mit vierzehn erhielt dort den Ersten Preis. 1897 machte sie eine Tournee mit dem Geiger Alexander Petschnikoff. Seit 1910 unterrichtete sie am Geneva Conservatoire. Unter ihren Schülern waren Julien-François Zbinden, Johnny Aubert, Isabelle Nef und Marguerite Roesgen-Champion.